# Unione Sportiva Juventina Palermo 1940-1941
Questa voce raccoglie le informazioni riguardanti la Unione Sportiva Juventina Palermo nelle competizioni ufficiali della stagione 1940-1941.

## Stagione
La stagione di questa squadra neopromossa ebbe un maggiore peso, poiché essa divenne il primo club di Palermo dopo l'esclusione del Palermo dalla Serie B 1940-1941.
La Juventina Palermo giocò il campionato di Serie C dello stesso anno, terminando l'annata regolamentare al terzo posto con 30 punti, punteggio uguale al Lecce meglio piazzato, al 2º posto, per la regola quoziente reti, conquistando anche una storica vittoria per 11-0 sul Trani in casa, ad oggi il successo casalingo con il punteggio più largo nella storia della matricola siciliana dall'unificazione dei campionati del 1929, nonché nei professionisti, quella con il massimo numero di gol in generale e nello stesso torneo.
La Juventina disputò inoltre la Coppa Italia, poiché in quella stagione vi parteciparono anche società militanti in Serie C, oltre a quelle di Serie A e B, vincendo il primo turno eliminatorio in casa contro il Messina (2-0 a tavolino), il secondo turno in trasferta contro il Taranto (1-0) e venendo poi eliminata, di nuovo ospite, al terzo turno dalla Borzacchini Terni (4-1).

## Rosa
- Gino Costenaro
- Renato Antolini
- Aristide Noseda
- Francesco Paolo De Rosalia
- Ivano Corghi
- Mario Galassi
- Pietro Bazan
- Gaetano Conti
- Nello Tedeschini
- Mario Tozi
- Giuseppe Moncada
- Paolo Calò
- Renato Ricci

## Risultati

### Serie C

#### Girone H

##### Girone di andata
| Palermo 20 ottobre 1940 1ª giornata | Juventina Palermo | 4 – 1 | Foggia |  |

| Lecce 27 ottobre 1940 2ª giornata | Lecce | 1 – 1 | Juventina Palermo |  |

| Palermo 3 novembre 1940 3ª giornata | Juventina Palermo | 1 – 0 | Taranto |  |

| Siracusa 10 novembre 1940 4ª giornata | Siracusa | 4 – 0 | Juventina Palermo |  |

| Messina 17 novembre 1940 5ª giornata | Messina | – n.d. | Juventina Palermo |  |

| Palermo 24 novembre 1940 6ª giornata | Juventina Palermo | 3 – 0 | Armando Diaz |  |

| Potenza 8 dicembre 1940 7ª giornata | Potenza | 0 – 1 | Juventina Palermo |  |

| Palermo 15 dicembre 1940 8ª giornata | Juventina Palermo | 3 – 1 | Brindisi |  |

| 22 dicembre 1940 9ª giornata |  | – Turno di riposo |  |  |

| Palermo 29 dicembre 1940 10ª giornata | Juventina Palermo | 1 – 0 | Catania |  |

| Cosenza 5 gennaio 1941 11ª giornata | Cosenza | 3 – 2 | Juventina Palermo |  |

| Palermo 12 gennaio 1941 12ª giornata | Juventina Palermo | 2 – 2 | Molfetta |  |

| Trani 19 gennaio 1941 13ª giornata | Trani | 2 – 2 | Juventina Palermo |  |

##### Girone di ritorno
| Foggia 9 febbraio 1941 14ª giornata | Foggia | 0 – 1 | Juventina Palermo |  |

| Palermo 16 febbraio 1941 15ª giornata | Juventina Palermo | 1 – 1 | Lecce |  |

| Taranto 23 febbraio 1941 16ª giornata | Taranto | 0 – 1 | Juventina Palermo |  |

| Palermo 2 marzo 1941 17ª giornata | Juventina Palermo | 3 – 0 | Siracusa |  |

| Palermo 9 marzo 1941 18ª giornata | Juventina Palermo | – n.d. | Messina |  |

| Bisceglie 16 marzo 1941 19ª giornata | Armando Diaz | 1 – 0 | Juventina Palermo |  |

| Palermo 23 marzo 1941 20ª giornata | Juventina Palermo | 3 – 2 | Pol. Lucana Potenza |  |

| Brindisi 30 marzo 1941 21ª giornata | Brindisi | 2 – 1 | Juventina Palermo |  |

| 6 aprile 1941 22ª giornata |  | – Turno di riposo |  |  |

| Catania 13 aprile 1941 23ª giornata | Catania | 2 – 0 | Juventina Palermo |  |

| Palermo 20 aprile 1941 24ª giornata | Juventina Palermo | 6 – 1 | Cosenza |  |

| Molfetta 27 aprile 1941 25ª giornata | Molfetta | 0 – 1 | Juventina Palermo |  |

| Palermo 4 maggio 1941 26ª giornata | Juventina Palermo | 11 – 0 | Trani |  |

### Coppa Italia
| Palermo 29 settembre 1940, ore Primo turno | Juventina Palermo | 2 – 0 | Messina |  |

| Taranto 6 ottobre 1940, ore Secondo turno | Taranto | 0 – 1 | Juventina Palermo |  |

| Terni 1 dicembre 1940, ore Terzo turno | Borzacchini Terni | 4 – 1 | Juventina Palermo |  |

## Statistiche

### Statistiche di squadra
|  |    | Classifica finale Girone H | Pt | G  | V  | N | P | GF | GS |  |
|  | -- | -------------------------- | -- | -- | -- | - | - | -- | -- |  |
|  | 3. | Juventina Palermo          | 30 | 22 | 13 | 4 | 5 | 48 | 23 |  |

## Stagione AC Palermo
Nel mentre, il dissestato AC Palermo proseguì la sua residua attività con la sua squadra riserve, in precedenza militante nei campionati regionali a natura dilettantistica, disputando il girone A della Prima Divisione Sicilia 1940-1941. Nella prospettiva dell’imminente fallimento e di recuperare subito la condizione proto-professionistica, nell’estate del 1941 si concordò la fusione fra il Palermo e la Juventina.